# 大手前病院
国家公務員共済組合連合会 大手前病院（こっかこうむいんきょうさいくみあいれんごうかい おおてまえびょういん）は、大阪府大阪市中央区にある医療機関。国家公務員共済組合連合会の直営病院である。大阪府がん診療拠点病院、厚生労働省研修指定病院等に指定されている。第二次救急医療機関。

## 沿革
（この節の出典）
- 1951年6月 - 国家公務員の共同職域病院として開院（29床、建設地は元大阪陸軍病院跡（旧軍用財産）の一部）。
- 1955年6月 - 病床数269床
- 1957年12月 - 医療法に基づく総合病院となる
- 1964年 - 病床数448床（一般393床、結核55床）
- 1968年 - 大阪合同庁舎第２号館が法円坂に開庁され、同庁舎内に大手前病院診療所を開設、臨床研修病院に指定
- 1995年 - 阪神・淡路大震災に伴う六甲病院への医療物資、飲食材料などの輸送及び東灘区野寄公園の救護所と近郊避難所での診療活動実施
- 2004年 - ISO9001認証取得
- 2007年 - 電子カルテシステム稼働
- 2009年 - 大阪府がん診療拠点病院（府指定）
- 2011年 - 東日本大震災に伴い気仙沼でのKKR医療支援チームとして支援活動実施
- 2012年 - 地域医療支援病院承認

## 併設施設
- 大阪合同庁舎第4号館大手前病院診療所

## 診療科
(この節の出典)
- 内科
- 血液内科
- 消化器内科
- 呼吸器内科
- 循環器内科
- 精神科
- 外科
- 呼吸器外科
- 心臓血管外科
- 脳神経外科
- 整形外科
- 婦人科
- 眼科
- 耳鼻咽喉科

- 皮膚科
- 泌尿器科
- リハビリテーション科
- 放射線科
- 麻酔科
- 脳神経内科
- 代謝・内分泌内科
- 腫瘍内科
- 腎臓内科
- 乳腺・内分泌外科
- 消化器外科
- 病理診断科
- 救急科

## 医療機関の認定
（下表の出典）
| 保険医療機関                             | 労災保険指定病院             |
| 生活保護法指定病院                       | 臨床研修病院                 |
| 指定自立支援病院（更生医療）             | 結核指定病院                 |
| がん診療連携拠点病院等                   | 指定自立支援病院（育成医療） |
| 原子爆弾被害者一般疾病医療取扱病院       | DPC対象病院                  |
| 単独型臨床研修施設又は管理型臨床研修施設 | 地域医療支援病院             |

- 公益財団法人日本医療機能評価機構認定病院[6]
- このほか、各種法令による指定・認定病院であるとともに、各学会の認定施設でもある。

## 交通アクセス
（この節の出典）
- OsakaMetro谷町線・京阪本線・京阪中之島線「天満橋駅」下車、徒歩5分
- JR東西線「大阪城北詰駅」下車、徒歩15分